# Karen Kasumi
(Karen a Yuto, Giovanni 12,24)
Karen Kasumi (火煉 夏澄?, Kasumi Karen) è uno dei personaggi che fanno parte di X, un manga del gruppo CLAMP in seguito trasposto in anime. È una dei Draghi del Cielo, coloro che difendono l'umanità dalla distruzione voluta dai Draghi della Terra.
Nel set di tarocchi di X, Karen rappresenta La Giustizia.

## Carattere
Inizialmente misteriosa e incline a battute scherzose sul proprio lavoro, in seguito rivela il suo carattere dolce e deciso. Fra i Draghi del Cielo riveste una sorta di ruolo di "figura materna", cosa che sarà poi palesata dal suo rapporto con Nataku: lei stessa, difatti, dopo la sua morte, affermerà di averlo considerato come un figlio.

## Storia

### Manga
Karen è una bella prostituta che lavora al Flower, un salone di massaggi per soli uomini, a Shibuya, nel centro di Tokyo, nonostante sia una fervente cattolica. È dotata di poteri paranormali legati alla manipolazione del fuoco fin dall'infanzia e per questo suo potere è sempre stata additata dalla madre come un diavolo, venendo da lei picchiata per questa ragione. Quando sua madre morirà, Karen se ne riterrà sempre responsabile: difatti, nonostante sua madre le avesse sempre ripetuto che, anche se fosse morta, nessuno avrebbe mai pianto per lei, Karen si era resa conto che l'unica persona che piangeva per lei era proprio sua madre.
Karen fa la sua prima apparizione nel consegnare a Kamui Shirou un messaggio di sua zia, Tokiko Magami. Dopo la morte di Kotori Mono, Karen si unisce al gruppo di Kamui e fa coppia con Seeichiro Aoki, per il quale inizia a nutrire un sentimento d'amore non ricambiato, in quanto lui è sposato e ha una figlia: nonostante questo, Karen non cerca di strappare Aoki alla moglie, ma, anzi, si mostra più volte preoccupata per lei e per la bambina.
In seguito si scontra due volte con Nataku: la prima volta il combattimento viene interrotto dall'arrivo di Yuto Kigai prima e di Aoki dopo; la seconda volta, Karen ha modo di parlare con Nataku, scoprendo la sua vera natura di essere artificiale. Viene quindi a sapere che l'unico motivo per cui Nataku combatte è perché lo vuole Fuuma Mono, da lui considerato come un padre. Quando lo stesso Fuuma fa la sua apparizione, Karen fa capire a Nataku che anche un essere artificiale può provare emozioni e, quindi, avere un cuore. In quel momento, però, Nataku desidera poter difendere Karen, da lui vista come sua madre, da Fuuma, da lui visto come suo padre: è così, quindi, che Nataku muore per mano di Fuuma, come da lui desiderato. È in questa occasione che Karen, per la prima volta, si mostra furiosa e desiderosa di vendetta; viene però fermata da Aoki e da Fuuma, che le rivela il desiderio di Nataku: lui si è sacrificato per far sì che lei resti in vita e Fuuma ha intenzione di esaudire questo suo desiderio, non uccidendo Karen.
Una volta sulla tomba di Nataku, Karen confida a Kamui una frase dettale da Fuuma: «Se è sbagliato uccidere gli umani, allora perché si perde di vista la cosa più importante?». Questa criptica frase, non ancora spiegata a causa dell'interruzione del manga, nella battaglia finale sembra essere d'aiuto a Kamui per comprendere il suo vero desiderio.

### Anime
Nell'anime, Karen muore nell'episodio 21 per uccidere Yuto, in difesa di Aoki; tutta la sua vicenda con Nataku, invece, è assente.
Nell'anime è doppiata da Yoko Soumi nella versione originale e da Loredana Nicosia nella versione italiana.

### Film
Nel film, Karen si avvia insieme ad Aoki per scontrarsi con i nemici, ma viene uccisa.
Nel film è doppiata da Mami Koyama nella versione originale e da Loredana Nicosia nella versione italiana.

## Crossover
Un'altra Karen appare in Tsubasa Reservoir Chronicle nel mondo di Shara e negli OAV della stessa serie nel mondo di Acid Tokyo.